# Карл Грунерт
Карл Гру́нерт (нім. Carl Grunert, 2 листопада 1865, Наумбург, Німеччина — 22 квітня 1918, Еркнер, Німеччина) — німецький письменник, автор фантастичних оповідань, віршів, театральних п'єс. Публікувався також під псевдонімом Карл Фрідланд. 

## Біографія
Про життя Карла Грунерта відомо мало. Він народився в Пруссії в Наумбурзі 2 листопада 1865, де навчався в «Domgymanisium». Пізніше він переїхав в Еркнер біля Берліна, де тривалий час вчителював. 
Грунерт був одружений з Ерікою Гут, їхній єдиний син – Карл Георг Фрідріх. 
1918 року Грунерт помер в Еркнері від пневмонії у віці 53 років.

## Творчість
Карл Грунерт був ентузіастом і шанувальником одного із засновників німецької наукової фантастики Курда Лассвіца. Він захоплювався творами Жуля Верна та Герберта Веллса, які надихали Грунерта на його фантастичні оповідання.
Карл Гунерт є одним з найвизначніших німецьких письменників фантастичної літератури. Поряд з Курдом Ласвіцем та Оскаром Гоффманом він вважається засновником цього літературного жанру в Німеччині. Кожне його фантастичне оповідання побудовано на основі оригінальної науково-фантастичної ідеї.

## Твори

### Поетичні збірки
- Прості вірші / Schlichte Gedichte. 1887 (під псевдонімом Карл Фрідланд)
- Що казала година / Was die Stunde sprach. 1907, розширене видання 1909
- Люоб і життя / Liebe und Leben. 1910
- З мого світу / Aus meiner Welt. 1911

### П'єси
- Юда Іскаріот / Judas Ischariot. 1888
- Ви розлучені / Ihr seid geschieden! 1887
- ГейБ Рудельсбург, гей, Наумбург / Hie Rudelsburg! Hie Naumburg! 1909

### Збірки оповідань
- В земному потойбіччі / Im irdischen Jenseits. 1903 (7 оповідань)
- Люди завтрішнього дня / Menschen von Morgen. 1905 (3 оповідання)
- Вороги в космосі / Feinde im Weltall. 1907 (4 оповідання)
- Марсіанський шпигун / Der Marsspion. 1908 (10 оповідань)

### Zukunftsnovellen
З 1903 до 1914 Грунерт написав 33 фантастичні оповідання.
- Підводна телефонна станція / Das Unterseetelephon-Amt
- Ув'язнений сонячний промінь / Gefangener Sonnenschein
- Фібри світового етеру / Auf den Schwingen des Weltäthers
- Шлюб на відстані / Die Fern-Ehe
- Скарлатина / Scarlatina (Ein Fiebertraum)
- Газ Х / Das Gas X
- Серед папуасів (пасхальна казка) / Unter den Papuas (Ein Ostermärchen)
- Радійне гальмо / Die Radiumbremse
- Загадка небес / Ein Rätsel der Lüfte
- Кисневий подарунок / Das Geschenk des Oxygenius
- Вороги в космосі / Feinde im Weltall?
- Пробудження Нітакерта / Nitakerts Erwachen
- Адам Переніус, людина поза часом / Adam Perennius, der Zeitlose
- Чужинець / Der Fremde
- Повернення додому / Heimkehr
- Стиль містера Віваціуса / Mr. Vivacius Style
- В польоті заради миру / Im Fluge zum Frieden
- Людина з Місяця / Der Mann aus dem Monde
- Марсіанський шпигун / Der Marsspion
- Пригоди П'єра Маріньяса / Pierre Maurignacs Abenteuer (також публікувалося під заголовком «Das Zeitfahrrad»)
- Яйце доісторичного птаха / Das Ei des Urvogels
- Каталіз / Katalyse
- Заблукалий телефонний дріт / Ein verirrter Telephondraht
- Балон і острів / Ballon und Eiland
- Mysis
- Кінець Землі / Das Ende der Erde?
- Біла загадка / Das weiße Rätsel
- Винахід містера Інфрангібле / Mr. Infrangibles Erfindung
- Фонограма Помпей / Das Phonogramm von Pompeji
- Письмменна мавпа / Der schreibende Affe
- Машина Теодулоса Енерґеіоса / Die Maschine des Theodulos Energeios
- Людина з етерною душею / Der Ätherseelenmensch
- Розв'язана проблема / Gelöste Probleme